# کاتساباچ
کاتساباچ (به صربی: Kacabać) یک منطقهٔ مسکونی در صربستان است که در بوینیک واقع شده‌است. کاتساباچ ۶۶۸ نفر جمعیت دارد.